# Округ 04 (Дюссельдорф)
Городской административный округ 04 (нем. Stadtbezirk 04) - один из десяти округов, составляющих территорию города Дюссельдорфа, столицы федеральной земли Северный Рейн-Вестфалия.

## Общая характеристика
Округ расположен в западной части города, на левобережье Рейна. Подразделяется на административные районы, которых здесь четыре: Лёрик (Lörick), Нидеркассель (Niederkassel), Оберкассель (Oberkassel) и Хердт (Heerdt). Современная территория округа, как составная часть Дюссельдорфа, была выделена в 1975 году. Руководство округа базируется на Люгаллее, 65 района Оберкассель.
В противоположность другим крупным городам Северного Рейна-Вестфалии, в которых округа имеют свои собственные названия (например, в Кёльне и Дуйсбурге), в Дюссельдорфе они обозначены только цифрами.

## Особенности округа
Располагаясь на западе Дюссельдорфа, район имеет выгодные связи как с самим городом, так и с соседним промышленным Нойсом. Отрицательной стороной положения является отсутствие железной дороги.
Округ полностью расположен только на левом берегу Рейна и соединён с остальным городом тремя мостами. Оберкассель, Нидеркассель и Лёрик считаются престижными жилыми районами Дюссельдорфа, причём улицы, выходящие непосредственно к Рейну — самыми дорогими улицами Дюссельдорфа. Оберкассель застроен в основном многоэтажными домами, а в Нидеркасселе и Лёрике преобладают частные одно и двухквартирные строения. В Оберкасселе можно встретить отдельные дома, заложенные во времена освоения района в XVII веке. Округ считается излюбленным местом жительства у японцев Дюссельдорфа. Здесь построена японская школа, здание EKO, японский культурный центр в комплексе с храмовыми сооружениями.
Одновременно округ 02 является крупным городским работодателем. Район Хердт преимущественно промышленный, находящийся в непосредственной близости от гавани Нойса. В Лёрике расположен крупный офисный центр Зештерн, в распоряжении которого 450 тысяч м² площади, рассчитанных на 10 тысяч рабочих мест. Оберкассель пользуется популярностью у людей свободных профессий Архивная копия от 29 ноября 2010 на Wayback Machine.
Среди известных работодателей, чьи офисы размещены в округе, можно назвать Vodafone (общегерманский центр), объединение пекарен Kamps , производитель пакетиков с чаем Teekanne и центральный офис информационного агентства «Рейнская почта» , чьи сообщения активно использует российское интернет-издание Lenta.ru.
Известен округ и своими рекреационными ресурсами, связанными с береговым положением на Рейне, привлекающими сюда многочисленных отдыхающих.

## Политическая ориентация
На последних коммунальных выборах, прошедших в 2009 году, за представителей различных партий население проголосовало следующим образом: ХДС - 48,8%, СДПГ - 16,7%, Зелёные - 14,1%, СвДП - 14,3%, Левые - 3,3%, остальные партии - 2,8%. Партийное представительство в руководстве округа таким образом сформировалось в соответствии с пропорциями отданных за кандидатов голосов, среди которых преобладают объединившиеся христианские и свободные демократы (ХДС и СвДП) (12 из 19 представителей).

## Фотогалерея четырёх районов округа

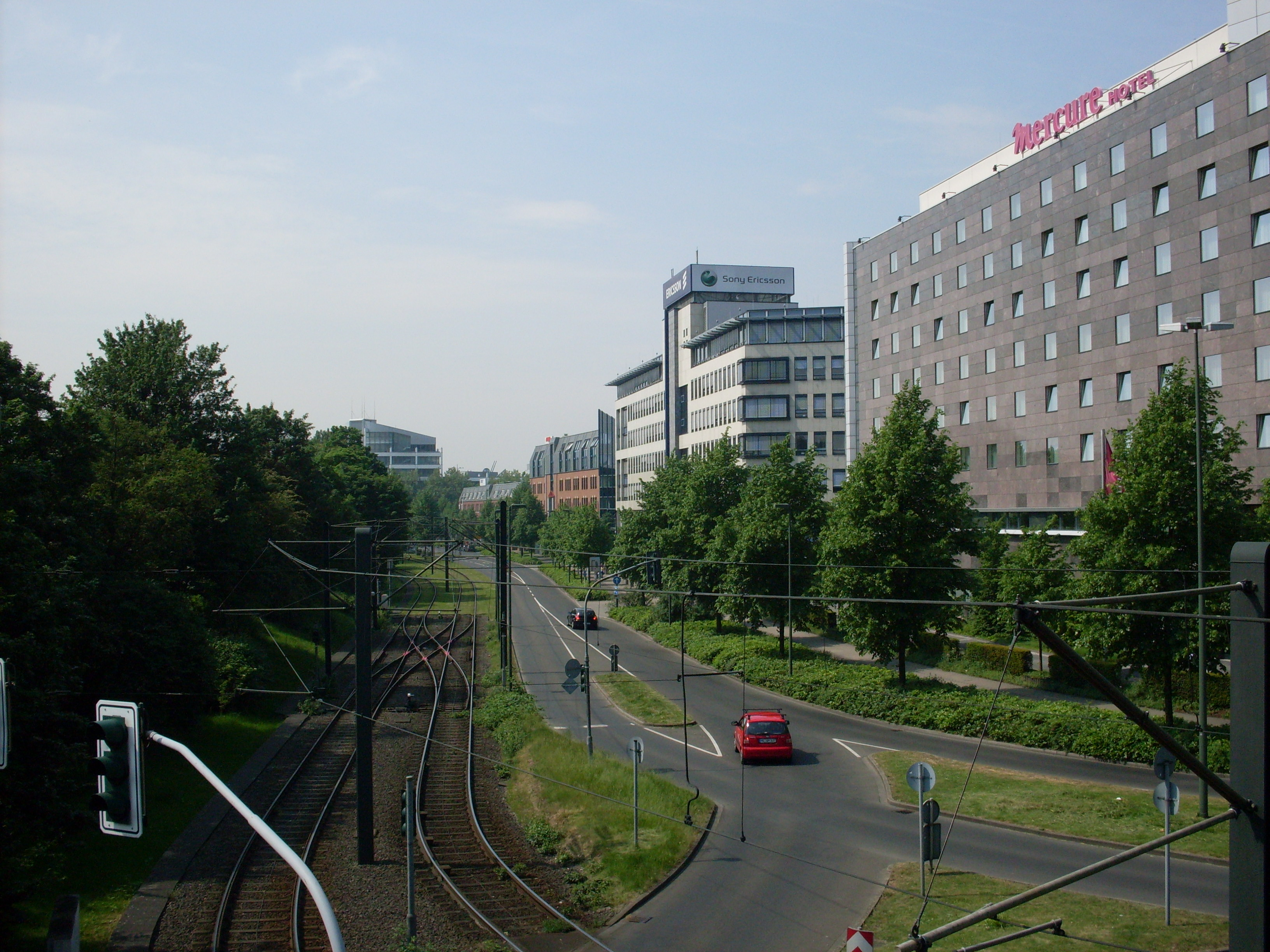
Офисный центр Зештерн, Лёрик
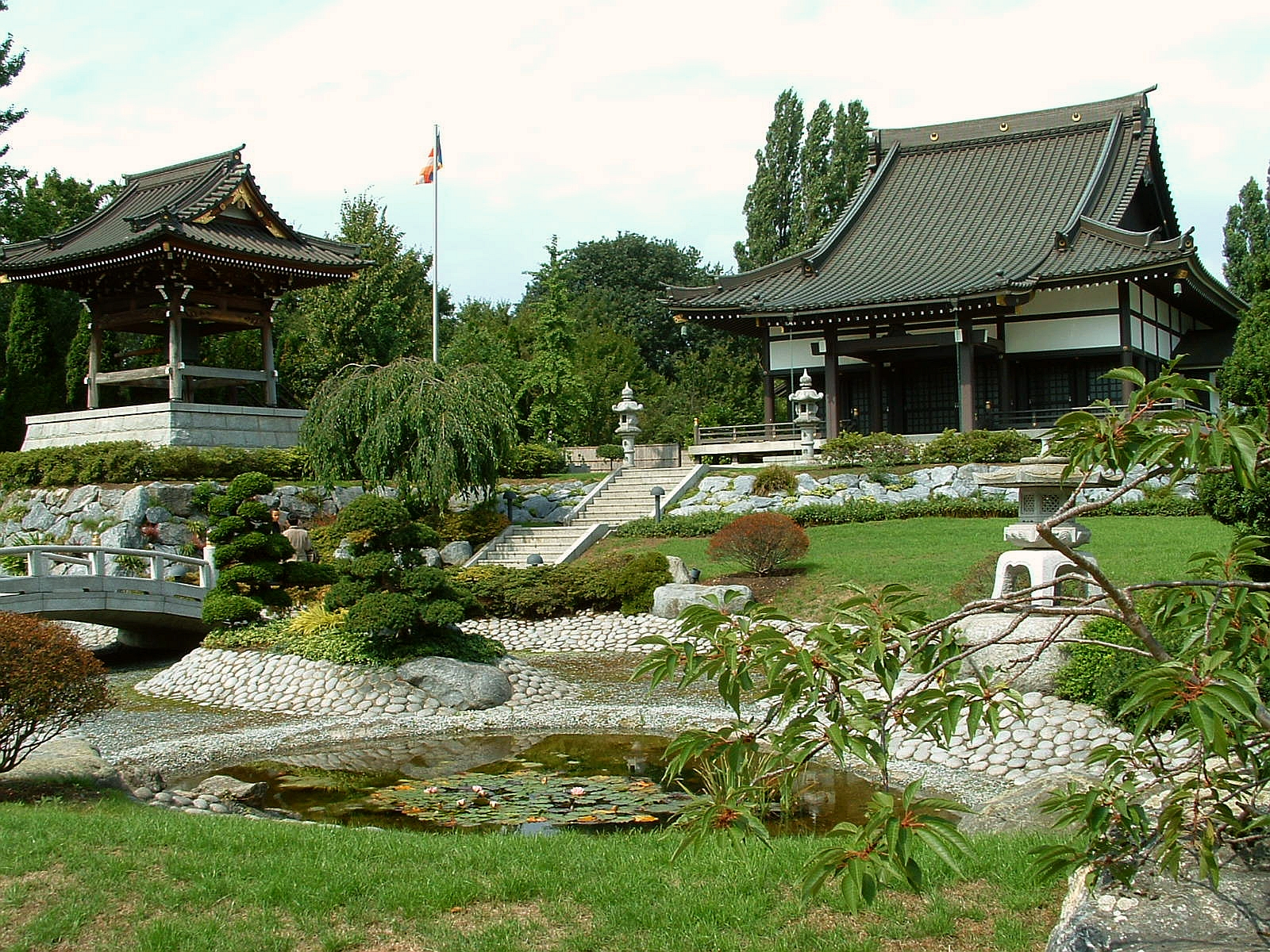
Японский культурный центр, Нидеркассель
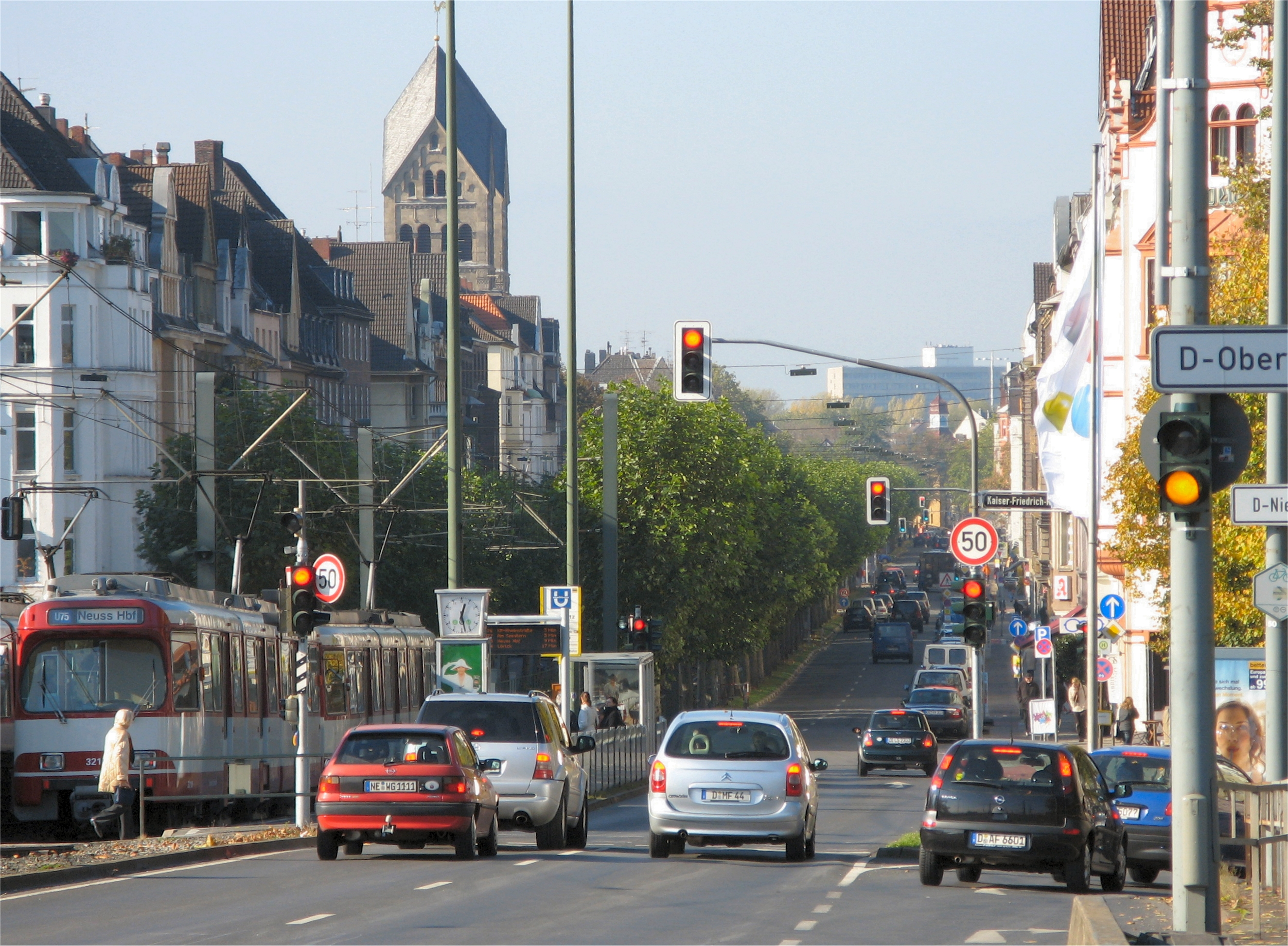
Люгаллее, Оберкассель
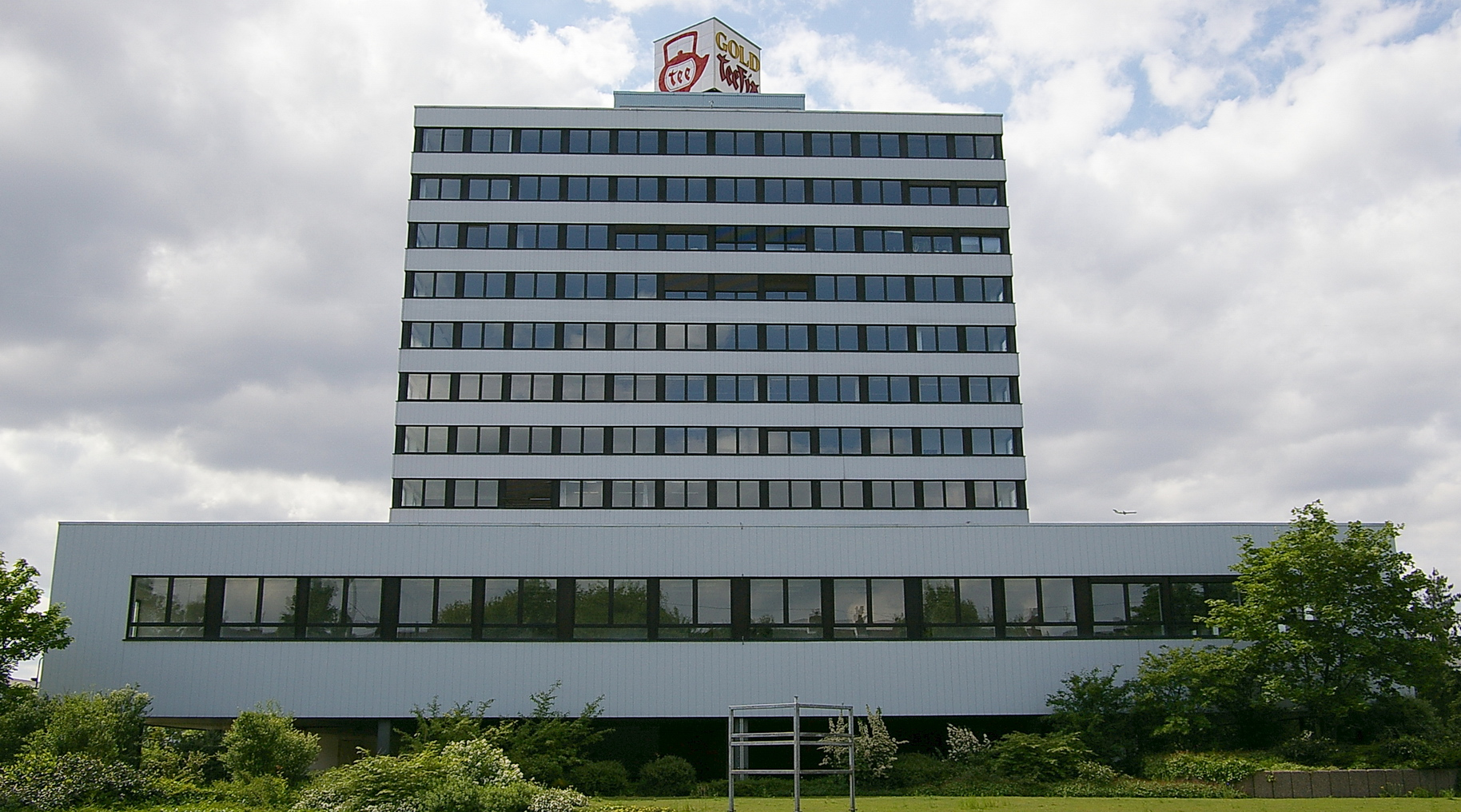
Teekanne-офис, Хердт

## Дополнительная информация
- Список округов Дюссельдорфа
- Список районов Дюссельдорфа